# فرودگاه گریلینگ
فرودگاه گریلینگ (به انگلیسی: Grayling Airport) یک فرودگاه همگانی با کد یاتا KGX است که یک باند فرود شن دارد و طول باند آن ۷۰۶ متر است. این فرودگاه در شهر گریلینگ کشور آلاسکا قرار دارد و در ارتفاع ۳۰ متری از سطح دریا واقع شده‌است.